# Tetrakis(triphenylphosphin)platin(0)
Tetrakis(triphenylphosphin)platin(0) ist eine Komplexverbindung des Platins mit vier Molekülen Triphenylphosphin als Liganden. Sie kann als Katalysator oder zur Herstellung anderer Platinkomplexe verwendet werden.

## Herstellung
Tetrakis(triphenylphosphin)platin(0) kann ausgehend von Kaliumtetrachloridoplatinat hergestellt werden, indem dieses in Gegenwart von Kaliumhydroxid und Triphenylphosphin mit Ethanol reduziert wird.

## Eigenschaften
Tetrakis(triphenylphosphin)platin(0) tritt als hellgelbes Pulver auf. An der Luft zersetzt es sich bei 118–120 °C, im Vakuum kann es bei 159–160 °C zu einer ebenfalls gelben Flüssigkeit geschmolzen werden.

## Reaktionen
Durch Kochen von Tetrakis(triphenylphosphin)platin(0) in Ethanol kann Tris(triphenylphosphin)platin(0) hergestellt werden. Beide Verbindungen reagieren außerdem mit vielen weiteren Verbindungen unter Bildung anderer Platinkomplexe. Durch Reaktion von Tetrakis(triphenylphosphin)platin(0) mit Stickstoffmonoxid wird ein Hyponitrit-Komplex erzeugt. Mit elementarem Chlor, Brom oder Iod erfolgt eine oxidative Addition unter Abspaltung von zwei Molekülen Triphenylphosphin und Bildung von entsprechenden trans-Komplexen, die jedoch zu den cis-Formen isomerisieren können. Die Reaktion mit Alkenen wie Tetrachlorethylen oder Tetrafluorethylen gibt π-Komplexe, die zu entsprechenden Vinylkomplexen isomerisieren können. Mit Trichlorethylen oder trans-1,2-Dichlorethylen ergeben direkt Vinylkomplexe. cis-1,2-Dichlorethylen und Hexachlorpropen bilden stattdessen Chloridokomplexe. In Reaktionen mit starken Säuren, also Schwefelsäure und Trifluormethansulfonsäure, wird das Platin unter Freisetzung von elementarem Wasserstoff oxidiert. Mit Bispinacolatodibor sowie Tetrakis(triphenylphosphin)platin(0) als Katalysator können Allene in doppelte Boronsäureester umgewandelt werden. Zusammen mit Tetrachlormethan kann Tetrakis(triphenylphosphin)platin(0) als Radikalstarter die Polymerisation von Methylmethacrylat initiieren.